# Meilleurs buteurs du Club africain
 (juin 2017).
Si vous disposez d'ouvrages ou d'articles de référence ou si vous connaissez des sites web de qualité traitant du thème abordé ici, merci de compléter l'article en donnant les références utiles à sa vérifiabilité et en les liant à la section « Notes et références ».
Cette liste indique les meilleurs buteurs du Club africain pour chaque saison de championnat :
- 1955-1956 :  Mounir Kebaili - 13 buts
- 1956-1957 :  Hédi Hamoudia - 11 buts
- 1958-1959 :  Larbi Touati - 20 buts
- 1961-1962 :  Mohamed Salah Jedidi - 6 buts
- 1962-1963 :  Mohamed Salah Jedidi - 13 buts
- 1963-1964 :  Mohamed Salah Jedidi - 11 buts
- 1964-1965 :  Mohamed Salah Jedidi - 17 buts
- 1965-1966 :  Mohamed Salah Jedidi - 10 buts
- 1966-1967 :  Tahar Chaïbi - 11 buts
- 1967-1968 :  Mohamed Salah Jedidi - 8 buts
- 1968-1969 :  Mohamed Salah Jedidi - 17 buts
- 1969-1970 :  Moncef Khouini - 11 buts
- 1970-1971 :  Moncef Khouini - 8 buts
- 1971-1972 :  Moncef Khouini - 12 buts
- 1972-1973 :  Moncef Khouini - 11 buts
- 1973-1974 :  Moncef Khouini - 11 buts
- 1974-1975 :  Moncef Khouini - 12 buts
- 1975-1976 :  Moncef Khouini - 8 buts
- 1976-1977 :  Hassen Bayou - 14 buts
- 1977-1978 :  Hédi Bayari - 9 buts
- 1978-1979 :  Hédi Bayari - 8 buts
- 1979-1980 :  Hédi Bayari - 14 buts
- 1980-1981 :  Habib Gasmi - 16 buts
- 1981-1982 :  Lotfi Sanhaji - 11 buts
- 1982-1983 :  Hédi Bayari - 17 buts
- 1983-1984 :  Hédi Bayari - 12 buts
- 1984-1985 :  Khaled Touati - 8 buts
- 1985-1986 :  Hédi Bayari - 8 buts
- 1986-1987 :  Mohamed Hedi Abdelhak - 6 buts
- 1987-1988 :  Kais Yaâkoubi et Khaled Touati - 8 buts
- 1988-1989 :  Khaled Touati - 14 buts
- 1989-1990 :  Faouzi Rouissi - 18 buts
- 1990-1991 :  Mohamed Hedi Abdelhak - 11 buts
- 1991-1992 :  Sami Touati - 12 buts
- 1992-1993 :  Adel Sellimi - 7 buts
- 1993-1994 :  Sami Touati - 11 buts
- 1994-1995 :  Sami Touati - 9 buts
- 1995-1996 :  Sami Touati - 17 buts
- 1996-1997 :  Lantame Ouadja - 7 buts
- 1997-1998 :  Abdeljalil Hadda - 10 buts
- 1998-1999 :  Jameleddine Limam - 9 buts
- 1999-2000 :  Rezki Amrouche - 5 buts
- 2000-2001 :  Jameleddine Limam - 6 buts
- 2001-2002 :  Abdeljalil Hadda - 9 buts[1]
- 2002-2003 :  Tarik El Taib,  Khaled Mouelhi et  Hichem Ben Khaled - 3 buts
- 2003-2004 :  Nabil Missaoui - 9 buts
- 2004-2005 :  Mohamed Selliti - 8 buts[1]
- 2005-2006 :  Dramane Traoré - 8 buts[1]
- 2006-2007 :  Oussama Sellami - 7 buts[1]
- 2007-2008 :  Wissem Ben Yahia - 10 buts[1]
- 2008-2009 :  Wissem Ben Yahia - 9 buts[1]
- 2009-2010 :  Amir Akrout - 8 buts[1]
- 2010-2011 :  Youssef Mouihbi - 6 buts[1]
- 2011-2012 :  Ézéchiel Ndouassel - 9 buts[1]
- 2012-2013 :  Abdelmoumene Djabou - 7 buts[1]
- 2013-2014 :  Zouhaier Dhaouadi - 7 buts[1]
- 2014-2015 :  Saber Khalifa - 15 buts[1]
- 2015-2016 :  Ibrahim Chenihi - 7 buts[1]
- 2016-2017 :  Ibrahim Chenihi - 10 buts[1]
- 2017-2018 :  Saber Khalifa - 12 buts[1]
- 2018-2019 :  Yassine Chamakhi - 9 buts[1]
- 2019-2020 :  Bassirou Compaoré - 8 buts[1]
- 2020-2021 :  Yassine Chamakhi - 6 buts[1]
- 2021-2022 :  Yassine Chamakhi - 4 buts[1]
- 2022-2023 :  Hamdi Labidi - 4 buts[1]